# 照葉狂言
『照葉狂言』（てりはきょうげん）は、泉鏡花の小説。
照葉狂言とは、能狂言に歌舞伎などの要素を加えた芸能である。19世紀中頃（嘉永年間）大坂に始まり、江戸でも上演された。照葉能狂言、今様能とも呼ばれる。
小説『照葉狂言』は1896年（明治29年）11月14日-12月23日『読売新聞』に連載され、1900年4月に春陽堂から単行本が刊行された。

## あらすじ
孤児として育った主人公の貢は、年上の女性のお雪を慕っていた。また同時に孤児であることから近所のガキ大将からは侮蔑されていた。ある時、貢は「照葉狂言」一座の女座頭に愛され金沢を離れる。
大阪、京都を巡り8年後、貢は能役者となり金沢へ戻るが……。
貢は両親を亡くし、伯父の家に引き取られている。真向かいの広岡の娘お雪もじゃけんな継母に育てられるはかない身の上。お雪は貢をまたとないものと思えば、貢ぐもまたお雪を姉のように慕う。たまたま近所の広場に照葉狂言の一座がかかり、貢は毎晩見物に行く。一座の若師匠小親は色白で髪黒い少年の客を一夜、桟敷に招き、饗応するが、帰途悪太郎どもに襲われるのをかばって家まで届けると、それは貢。あたかも伯父一家は賭博の現場を踏み込まれ、孤児となった貢はその夜から小親に養われる身となる。諸国を回り8年後、一座はふたたび貢の故郷を訪れる。貢はお雪の気の毒な境遇と、小親の愛情になずむわが身をひきくらべかえりみて、救うことのできないお雪の不運に報いようと、小親をも永久に捨て、夜半ひそかにひとり山路を越えて行く。
物語に登場する少年と年上の女性の間に、鏡花らしい母性思慕の主題がうかがえる作品である。

## 登場人物
- 貢(みつぎ)……金沢に住む少年で、既に親を失っている。
- お雪……広岡の町(金沢市広岡町)に住む女性。貢が金沢を離れている間に結婚するが、その夫からは凄惨な暴力を振るわれ、お雪の母は「確かに息はしておりますから生きてはおりましょう」と言われるほど。
- 小親(こちか)……能・狂言劇団「照葉狂言」の座長。金沢に戻るとリウマチを発症し、足が動かなくなる。この体はもう役に立たぬと心得た小親はある決断をする。